# رودلف يوهانسون
رودلف يوهانسون (بالسويدية: Rudolf Johansson)‏ هو منافس ألعاب قوى سويدي، ولد في 12 أبريل 1899، وتوفي في 28 نوفمبر 1994.

## وصلات خارجية
- رودلف يوهانسون على موقع أوليمبيديا (الإنجليزية)
- رودلف يوهانسون على موقع اللجنة الأولمبية السويدية (السويدية)